# Унуфе, Мака
Киси Кеомака «Мака» Унуфе (англ. Kisi Keomaka "Maka" Unufe, родился 28 сентября 1991 года в Прово) — американский регбист, выступающий на позиции винга. Игрок сборной США по регби-7.

## Биография
Один из семи детей в семье, учился в средней школе Прово. В детстве занимался американским футболом, выступая на позиции вайд-ресивера, и мечтал играть в НФЛ, при этом был неусидчивым ребёнком и не любил учиться в школе, предпочитая заниматься разными видами спорта. Согласно его школьному тренеру Сайа Поупу, Унуфе пробегал 40 ярдов всегда меньше чем за 4,3 секунды, приседал со штангой весом до 183 кг, при жиме лёжа поднимал вес до 142 кг. После исключения из школы Унуфе переехал в Саратога-Спрингс с женой Ребеккой и её родственниками (в том числе её сыном от предыдущего брака). Он пытался получить образование в колледже Сноу и продолжал тренироваться, чтобы попасть в клуб НФЛ, но позже смирился с тем, что не станет там выступать. После очередного переезда в Солт-Лейк-Сити получил предложение выступать за регбийный клуб «Юта Уорриорз». 
Своей игрой в чемпионате по регби-7 за «Юта Уорриорз» он заслужил приглашение в сборную США по регби-7. На Панамериканских играх 2011 года в Гвадалахаре в составе американской сборной, тренером которой был Эл Каравелли, Унуфе завоевал бронзовую медаль: дебютный матч провёл против Чили, занеся попытку, а в ходе турнира занёс всего пять попыток. По итогам года журнал Rugby Mag присудил Унуфе премию «Прорыв года», а издание This Is American Rugby назвало его лучшим молодым игроком года.
В 2012 году Унуфе дебютировал в Мировой серии, выступив на этапе в Веллингтоне. Он выступал за команду на позиции винга, но после появления в сборной Карлина Айлза и Перри Бейкера был передвинут на позицию центра
В 2015 году в составе сборной по регби-7 завоевал вторую бронзовую награду на Панамериканских играх в Торонто, а в том же году после этапа в Веллингтоне удостоился места в символической сборной турнира за игру в обороне и совершаемые рывки. В 2016 году Унуфе выступил в составе американской сборной на летних Олимпийских играх в Рио-де-Жанейро, причём появился в составе американской сборной на церемонии открытия Игр. В матче против Бразилии (победа 26:0) он занёс попытку (вторую попытку занёс в матче против Испании, закончившемся победой 24:12). В 2017 году он участвовал в матче этапа в Лас-Вегасе против Аргентины, в котором американцы отыгрались со счёта 0:19, вырвав победу 21:19.
В июне 2019 года был дисквалифицирован на 14 месяцев за употребление гептаминола, который оказался в его диете (положительная допинг-проба была взята 13 июля 2018 года).
Есть сын и двое дочерей.